# Футбол на летних Олимпийских играх 2020 (мужчины)
Мужской турнир по футболу на летних Олимпийских играх 2020 года прошёл с 22 июля по 7 августа 2021 года. Первые матчи традиционно состоялись ещё до официального открытия Игр. В олимпийском турнире приняли участие 16 команд, разбитых на 4 группы. Матчи проходили на 7 стадионах в 6 городах Японии.
В мужском турнире приняли участие сборные, составленные из игроков не старше 24 лет (родившиеся после 1 января 1997 года). Также в заявку могли войти не более 3 футболистов старше этого возраста.
Второй раз подряд золото выиграла сборная Бразилии. Серебряную медаль завоевала Испания, в матче за бронзу сильнее оказались мексиканские футболисты. На церемонии награждения медали вручал президент ФИФА Джанни Инфантино.

## Медалисты
| Золото | Серебро | Бронза |
| --- | --- | --- |
| Бразилия | Испания | Мексика |
| - Адербар дос Сантос - Габриэл Менино - Диего Карлос - Рикардо - Дуглас Луис - Гильерме Арана - Паулиньо - Бруно Гимарайнс - Матеус Кунья - Ришарлисон - Антони - Брено - Дани Алвес - Бруно Фукс - Нино - Абнер - Малком - Матеус Энрике - Рейниер - Клаудиньо - Габриэл Мартинелли - Лукан | - Унаи Симон - Оскар Мингеса - Марк Кукурелья - Пау Торрес - Хесус Вальехо - Мартин Субименди - Марко Асенсио - Микель Мерино - Рафаэль Мир - Дани Себальос - Микель Оярсабаль - Эрик Гарсия - Альваро Фернандес - Карлос Солер - Хон Монкайола - Педри - Хави Пуадо - Оскар Хиль - Дани Ольмо - Хуан Миранда - Брайан Хиль - Иван Вильяр | - Луис Малагон - Хорхе Санчес - Сесар Монтес - Хесус Ангуло - Хоан Васкес - Владимир Лоронья - Луис Ромо - Карлос Родригес - Энри Мартин - Диего Лаинес - Алексис Вега - Адриан Мора - Гильермо Очоа - Эрик Агирре - Уриэль Антуна - Хосе Эскивель - Себастьян Кордова - Эдуардо Агирре - Рикардо Ангуло - Фернандо Бельтран - Роберто Альварадо - Себастьян Хурадо |

## Квалификация
| Способ квалификации                      | Дата проведения              | Место проведения  | Сборная           |
| ---------------------------------------- | ---------------------------- | ----------------- | ----------------- |
| Хозяева                                  | 7 сентября 2013              | н/д               | Япония            |
| Чемпионат Европы 2019 (до 21 года)       | 16 — 30 июня 2019            | Италия Сан-Марино | Испания           |
| Чемпионат Европы 2019 (до 21 года)       | 16 — 30 июня 2019            | Италия Сан-Марино | Германия          |
| Чемпионат Европы 2019 (до 21 года)       | 16 — 30 июня 2019            | Италия Сан-Марино | Франция           |
| Чемпионат Европы 2019 (до 21 года)       | 16 — 30 июня 2019            | Италия Сан-Марино | Румыния           |
| Олимпийский отбор Океании 2019           | 21 сентября — 5 октября 2019 | Фиджи             | Новая Зеландия    |
| Кубок африканских наций 2019 (до 23 лет) | 8 — 22 ноября 2019           | Египет            | Египет            |
| Кубок африканских наций 2019 (до 23 лет) | 8 — 22 ноября 2019           | Египет            | Кот-д’Ивуар       |
| Кубок африканских наций 2019 (до 23 лет) | 8 — 22 ноября 2019           | Египет            | ЮАР               |
| Чемпионат Азии 2020 (до 23 лет)          | 8 — 26 января 2020           | Таиланд           | Республика Корея  |
| Чемпионат Азии 2020 (до 23 лет)          | 8 — 26 января 2020           | Таиланд           | Саудовская Аравия |
| Чемпионат Азии 2020 (до 23 лет)          | 8 — 26 января 2020           | Таиланд           | Австралия         |
| Предолимпийский турнир КОНМЕБОЛ 2020     | 18 января — 9 февраля 2020   | Колумбия          | Аргентина         |
| Предолимпийский турнир КОНМЕБОЛ 2020     | 18 января — 9 февраля 2020   | Колумбия          | Бразилия          |
| Олимпийская квалификация КОНКАКАФ 2019   | 18 — 30 марта 2021           | Мексика           | Мексика           |
| Олимпийская квалификация КОНКАКАФ 2019   | 18 — 30 марта 2021           | Мексика           | Гондурас          |

## Судьи
| АФК Крис Бит Адхам Махадмех КАФ Бамлак Тессема Виктор Гомес | КОНКАКАФ Иван Бартон Исмаил Эльфат КОНМЕБОЛ Хесус Валенсуэла Кевин Ортега Леодан Гонсалес | ОФК Мэттью Конгер УЕФА Георгий Кабаков Орель Гринфельд Артур Суареш Диаш Срджан Йованович |

## Жеребьёвка и посев команд
Жеребьёвка соревнований прошла 21 апреля 2021 года в штаб-квартире ФИФА в Цюрихе, Швейцария. Предварительно все команды были разбиты на четыре корзины. Команды из одной конфедерации не могли по результатам жеребьёвки оказаться в одной группе. Сборная Японии, как страна-хозяйка автоматически была квалифицирована под первым номером в группу A.
| Корзина 1        |
| ---------------- |
| Япония (A1)      |
| Бразилия         |
| Аргентина        |
| Республика Корея |

| Корзина 2 |
| --------- |
| Мексика   |
| Германия  |
| Гондурас  |
| Испания   |

| Корзина 3      |
| -------------- |
| Египет         |
| Новая Зеландия |
| Кот-д’Ивуар    |
| ЮАР            |

| Корзина 4         |
| ----------------- |
| Австралия         |
| Саудовская Аравия |
| Франция           |
| Румыния           |

## Групповой этап

### Группа A
| Поз | Команда    | И | В | Н | П | МЗ | МП | РМ | О | Квалификация     |
| --- | ---------- | - | - | - | - | -- | -- | -- | - | ---------------- |
| 1   | Япония (Х) | 3 | 3 | 0 | 0 | 7  | 1  | +6 | 9 | Выход в плей-офф |
| 2   | Мексика    | 3 | 2 | 0 | 1 | 8  | 3  | +5 | 6 | Выход в плей-офф |
| 3   | Франция    | 3 | 1 | 0 | 2 | 5  | 11 | −6 | 3 |                  |
| 4   | ЮАР        | 3 | 0 | 0 | 3 | 3  | 8  | −5 | 0 |                  |

| Мексика                                                  | 4:1     | Франция           |
| -------------------------------------------------------- | ------- | ----------------- |
| - Вега 47′ - Кордова 55′ - Антуна 80′ - Эр. Агирре 90+1′ | (отчёт) | Жиньяк 69′ (пен.) |

| Япония   | 1:0     | ЮАР |
| -------- | ------- | --- |
| Кубо 71′ | (отчёт) |     |

| Франция                                       | 4:3     | ЮАР                                        |
| --------------------------------------------- | ------- | ------------------------------------------ |
| - Жиньяк 57′, 78′, 86′ (пен.) - Саванье 90+2′ | (отчёт) | - Кодисанг 53′ - Макхопа 73′ - Мокоэна 82′ |

| Япония                      | 2:1     | Мексика       |
| --------------------------- | ------- | ------------- |
| - Кубо 6′ - Доан 11′ (пен.) | (отчёт) | Альварадо 85′ |

| Франция | 0:4     | Япония                                           |
| ------- | ------- | ------------------------------------------------ |
|         | (отчёт) | - Кубо 20′ - Сакаи 34′ - Миёси 70′ - Маэда 90+1′ |

| ЮАР | 0:3     | Мексика                              |
| --- | ------- | ------------------------------------ |
|     | (отчёт) | - Вега 18′ - Ромо 45+1′ - Мартин 60′ |

### Группа B
| Поз | Команда          | И | В | Н | П | МЗ | МП | РМ | О | Квалификация     |
| --- | ---------------- | - | - | - | - | -- | -- | -- | - | ---------------- |
| 1   | Республика Корея | 3 | 2 | 0 | 1 | 10 | 1  | +9 | 6 | Выход в плей-офф |
| 2   | Новая Зеландия   | 3 | 1 | 1 | 1 | 3  | 3  | 0  | 4 | Выход в плей-офф |
| 3   | Румыния          | 3 | 1 | 1 | 1 | 1  | 4  | −3 | 4 |                  |
| 4   | Гондурас         | 3 | 1 | 0 | 2 | 3  | 9  | −6 | 3 |                  |

| Новая Зеландия | 1:0     | Республика Корея |
| -------------- | ------- | ---------------- |
| Вуд 72′        | (отчёт) |                  |

| Гондурас | 0:1     | Румыния            |
| -------- | ------- | ------------------ |
|          | (отчёт) | Олива 45+1′ (авт.) |

| Новая Зеландия         | 2:3     | Гондурас                               |
| ---------------------- | ------- | -------------------------------------- |
| - Какаче 10′ - Вуд 49′ | (отчёт) | - Пальма 45′ - Обрегон 78′ - Ривас 87′ |

| Румыния | 0:4     | Республика Корея                                         |
| ------- | ------- | -------------------------------------------------------- |
|         | (отчёт) | - Марин 27′ (авт.) - Ли Дон Гён 59′ - Ли Кан Ин 84′, 90′ |

| Румыния | 0:0     | Новая Зеландия |
| ------- | ------- | -------------- |
|         | (отчёт) |                |

| Республика Корея                                                                                     | 6:0     | Гондурас |
| --- | ------- | -------- |
| - Хван Ый Джо 12′ (пен.), 45+5′, 52′ (пен.) - Вон Ду Чжэ 19′ (пен.) - Ким Джин-я 64′ - Ли Кан Ин 82′ | (отчёт) |          |

### Группа C
| Поз | Команда   | И | В | Н | П | МЗ | МП | РМ | О | Квалификация     |
| --- | --------- | - | - | - | - | -- | -- | -- | - | ---------------- |
| 1   | Испания   | 3 | 1 | 2 | 0 | 2  | 1  | +1 | 5 | Выход в плей-офф |
| 2   | Египет    | 3 | 1 | 1 | 1 | 2  | 1  | +1 | 4 | Выход в плей-офф |
| 3   | Аргентина | 3 | 1 | 1 | 1 | 2  | 3  | −1 | 4 |                  |
| 4   | Австралия | 3 | 1 | 0 | 2 | 2  | 3  | −1 | 3 |                  |

| Египет | 0:0     | Испания |
| ------ | ------- | ------- |
|        | (отчёт) |         |

| Аргентина | 0:2     | Австралия               |
| --------- | ------- | ----------------------- |
|           | (отчёт) | - Уэйлс 14′ - Тилио 80′ |

| Египет | 0:1     | Аргентина  |
| ------ | ------- | ---------- |
|        | (отчёт) | Медина 52′ |

| Австралия | 0:1     | Испания       |
| --------- | ------- | ------------- |
|           | (отчёт) | Оярсабаль 81′ |

| Австралия | 0:2     | Египет                        |
| --------- | ------- | ----------------------------- |
|           | (отчёт) | - Яссер Райан 44′ - Хамди 85′ |

| Испания    | 1:1     | Аргентина     |
| ---------- | ------- | ------------- |
| Мерино 66′ | (отчёт) | Бельмонте 87′ |

### Группа D
| Поз | Команда           | И | В | Н | П | МЗ | МП | РМ | О | Квалификация     |
| --- | ----------------- | - | - | - | - | -- | -- | -- | - | ---------------- |
| 1   | Бразилия          | 3 | 2 | 1 | 0 | 7  | 3  | +4 | 7 | Выход в плей-офф |
| 2   | Кот-д’Ивуар       | 3 | 1 | 2 | 0 | 3  | 2  | +1 | 5 | Выход в плей-офф |
| 3   | Германия          | 3 | 1 | 1 | 1 | 6  | 7  | −1 | 4 |                  |
| 4   | Саудовская Аравия | 3 | 0 | 0 | 3 | 4  | 8  | −4 | 0 |                  |

| Кот-д’Ивуар                        | 2:1     | Саудовская Аравия |
| ---------------------------------- | ------- | ----------------- |
| - аль-Амри 39′ (авт.) - Кессье 66′ | (отчёт) | аль-Давсари 44′   |

| Бразилия                                   | 4:2     | Германия              |
| ------------------------------------------ | ------- | --------------------- |
| - Ришарлисон 7′, 22′, 30′ - Паулиньо 90+4′ | (отчёт) | - Амири 57′ - Ахе 83′ |

| Бразилия | 0:0     | Кот-д’Ивуар |
| -------- | ------- | ----------- |
|          | (отчёт) |             |

| Саудовская Аравия                | 2:3     | Германия                            |
| -------------------------------- | ------- | ----------------------------------- |
| - ан-Наджей 30′ - Абдулхамид 50′ | (отчёт) | - Амири 11′ - Ахе 43′ - Удуохай 75′ |

| Саудовская Аравия | 1:3     | Бразилия                            |
| ----------------- | ------- | ----------------------------------- |
| аль-Амри 27′      | (отчёт) | - Кунья 14′ - Ришарлисон 76′, 90+3′ |

| Германия  | 1:1     | Кот-д’Ивуар        |
| --------- | ------- | ------------------ |
| Лёвен 73′ | (отчёт) | Хенрикс 67′ (авт.) |

## Плей-офф

### Сетка
|  | Четвертьфиналы     | Четвертьфиналы      |                      |       | Полуфиналы        | Полуфиналы        |  |  | Финал | Финал |
|  |                    |                     |                      |       |                   |                   |  |  |       |       |
|  | 31 июля — Иокогама |                     |                      |       |                   |                   |  |  |       |       |
|  |                    |                     |                      |       |                   |                   |  |  |       |       |
|  | Республика Корея   | 3                   |                      |       |                   |                   |  |  |       |       |
|  | Республика Корея   | 3                   | 3 августа — Касима   |       |                   |                   |  |  |       |       |
|  | Мексика            | 6                   |                      |       |                   |                   |  |  |       |       |
|  | Мексика            | 6                   | Мексика              | 0 (1) |                   |                   |  |  |       |       |
|  | 31 июля — Сайтама  |                     | Мексика              | 0 (1) |                   |                   |  |  |       |       |
|  |                    | Бразилия (пен.)     | 0 (4)                |       |                   |                   |  |  |       |       |
|  | Бразилия           | Бразилия (пен.)     | 0 (4)                | 1     |                   |                   |  |  |       |       |
|  | Бразилия           |                     | 7 августа — Иокогама | 1     |                   |                   |  |  |       |       |
|  | Египет             | 0                   |                      |       |                   |                   |  |  |       |       |
|  | Египет             | 0                   | Бразилия (доп. вр.)  | 2     |                   |                   |  |  |       |       |
|  | 31 июля — Касима   |                     | Бразилия (доп. вр.)  | 2     |                   |                   |  |  |       |       |
|  |                    | Испания             | 1                    |       |                   |                   |  |  |       |       |
|  | Япония (пен.)      | Испания             | 1                    | 0 (4) |                   |                   |  |  |       |       |
|  | Япония (пен.)      | 3 августа — Сайтама |                      | 0 (4) |                   |                   |  |  |       |       |
|  | Новая Зеландия     | 0 (2)               |                      |       |                   |                   |  |  |       |       |
|  | Новая Зеландия     | 0 (2)               | Япония               | 0     |                   |                   |  |  |       |       |
|  | 31 июля — Сендай   |                     | Япония               | 0     |                   |                   |  |  |       |       |
|  |                    | Испания (доп. вр.)  | 1                    |       | Матч за 3-е место | Матч за 3-е место |  |  |       |       |
|  | Испания (доп. вр.) | Испания (доп. вр.)  | 1                    | 5     | Матч за 3-е место | Матч за 3-е место |  |  |       |       |
|  | Испания (доп. вр.) |                     | 6 августа — Сайтама  | 5     |                   |                   |  |  |       |       |
|  | Кот-д’Ивуар        | 2                   |                      |       |                   |                   |  |  |       |       |
|  | Кот-д’Ивуар        | 2                   | Мексика              | 3     |                   |                   |  |  |       |       |
|  |                    |                     |                      |       |                   |                   |  |  |       |       |
|  | Япония             | 1                   |                      |       |                   |                   |  |  |       |       |
|  | Япония             | 1                   |                      |       |                   |                   |  |  |       |       |

### Четвертьфиналы
| Испания                                                      | 5:2 (доп. вр.) | Кот-д’Ивуар                |
| ------------------------------------------------------------ | -------------- | -------------------------- |
| - Ольмо 30′ - Мир 90+3′, 117′, 120+1′ - Оярсабаль 98′ (пен.) | (отчёт)        | - Байи 10′ - Градель 90+1′ |

| Япония                             | 0:0 (доп. вр.) | Новая Зеландия                     |
| ---------------------------------- | -------------- | ---------------------------------- |
|                                    | (отчёт)        |                                    |
| Пенальти                           |                |                                    |
| - Уэда - Итакура - Накаяма - Ёсида | 4:2            | - Вуд - Какаче - Льюис - Макковатт |

| Бразилия  | 1:0     | Египет |
| --------- | ------- | ------ |
| Кунья 37′ | (отчёт) |        |

| Республика Корея                           | 3:6     | Мексика                                                                 |
| ------------------------------------------ | ------- | ----------------------------------------------------------------------- |
| - Ли Дон Джун 20′, 51′ - Хван Ый Джо 90+1′ | (отчёт) | - Мартин 12′, 54′ - Ромо 30′ - Кордова 39′ (пен.), 63′ - Эд. Агирре 84′ |

### Полуфиналы
| Мексика                          | 0:0 (доп. вр.) | Бразилия                                |
| -------------------------------- | -------------- | --------------------------------------- |
|                                  | (отчёт)        |                                         |
| Пенальти                         |                |                                         |
| - Эд. Агирре - Васкес - Родригес | 1:4            | - Алвес - Габриэл - Гимарайнс - Рейниер |

| Япония | 0:1 (доп. вр.) | Испания      |
| ------ | -------------- | ------------ |
|        | (отчёт)        | Асенсио 115′ |

### Матч за 3-е место
| Япония     | 1:3     | Мексика                                      |
| ---------- | ------- | -------------------------------------------- |
| Митома 78′ | (отчёт) | - Кордова 13′ (пен.) - Васкес 22′ - Вега 58′ |

### Финал
| Испания       | 1:2 (доп. вр.) | Бразилия                    |
| ------------- | -------------- | --------------------------- |
| Оярсабаль 61′ | (отчёт)        | - Кунья 45+2′ - Малком 108′ |

## Бомбардиры
Лучшие бомбардиры на Олимпийских играх:
| Место | Игрок             | Голов |
| ----- | ----------------- | ----- |
| 1     | Ришарлисон        | 5     |
| 2     | Андре-Пьер Жиньяк | 4     |
| 2     | Себастьян Кордова | 4     |
| 2     | Хван Ый Джо       | 4     |
| 5     | Микель Оярсабаль  | 3     |
| 5     | Алексис Вега      | 3     |
| 5     | Матеус Кунья      | 3     |
| 5     | Такэфуса Кубо     | 3     |
| 5     | Ли Кан Ин         | 3     |
| 5     | Рафа Мир          | 3     |
| 5     | Энри Мартин       | 3     |